# Рушанин, Владимир Яковлевич
 Владимир Яковлевич Рушанин (род. 26 июля 1952, Челябинск, РСФСР, СССР) — российский историк, ректор Челябинского государственного института культуры (2002—2022), отличник народного просвещения (1996), заслуженный работник высшей школы РФ (1998).

## Биография
В 1975 году окончил с отличием историко-педагогический факультет, а через три года аспирантуру при кафедре истории Челябинского государственного педагогического института. Ученик профессора Н. К. Лисовского. Защитил кандидатскую диссертацию «Деятельность большевиков Урала по революционному воспитанию учащейся молодежи в годы реакции (1907—1910)» (1978), докторскую диссертацию — «Революционно-демократическое движение уральской молодежи (1861—1917)» (1994).
Старший преподаватель, доцент кафедры отечественной истории (1978—1983), заместитель декана историко-педагогического факультета (1983—1984), секретарь парткома института (1984—1987), старший научный сотрудник (1987—1989), заведующий кафедрой социально-экономических дисциплин (1990—1994), профессор кафедры отечественной истории (1994), проректор по научно-исследовательской работе Челябинского государственного педагогического университета (1994—2002).
С марта 2002 года — ректор Челябинского государственного института культуры. Является создателем научной школы, проблематика исследований которой отражает сферу его научных интересов — история развития Урала и России во второй половине XIX — начале XX веков. Под его руководством защищено 19 диссертаций на соискание степени доктора и кандидата наук. Член двух диссертационных советов, профессор кафедры документоведения и издательского дела. Читает курс «История книги», «Библиофильство», история народного образования, культуры и общественных движений в России в XIX—XX веках.
В. Я. Рушанин является коллекционером редких книг, открыток по истории России. В его коллекции собраны также дореволюционные открытки и фотографии. Лучшие экземпляры из его коллекции становятся экспонатами на выставках в библиотеках и музеях Челябинской области.

## Деятельность на посту ректора
Владимиром Яковлевичем Рушаниным за 2002—2019 г. проведены значительные изменения в институте: созданы компьютерные классы, музейный комплекс, сектор редких книг, читальный зал для научных работников, студия звукозаписи, учебное телевидение, типография. В. Я. Рушанин стал инициатором создания научного журнала по вопросам культурологии, документальной информации «Вестник культуры и искусств» (до 2016 г. «Вестник Челябинской государственной академии культуры и искусств»); «Вестник культуры и искусств» входит в список журналов ВАК по направлению культурология; продолжающегося издания о различных аспектах жизни института «Музейный вестник»; выпуска биобиблиографических указателей серии «Академия культуры и искусств: ведущие ученые, педагоги, творцы», газеты «АкадемГородок». По инициативе В. Я. Рушанина были изданы такие фундаментальные книги по истории института как, «Челябинская государственная академия культуры и искусств. Страницы истории» (2003 г.), «Челябинская государственная академия культуры и искусств: энциклопедия» (2012 г.), «Челябинский государственный институт культуры. 50лет» (2018).и другие.
На базе института традиционно проводятся международные конкурсы, такие как международный конкурс пианистов им. Станислава Нейгауза (организатор Е. А. Левитан), всероссийский театральный фестиваль «ТеАrТ», фестиваль «Человечное кино», всероссийский конкурс балетмейстеров и авторской песни имени К. И. Шульженко, областные фестивали детского творчества «СамСусам» имени Н. П. Шилова и сотворчества «Ты не один!», литературный конкурс «Стилисты добра» и другие; выставки картин и фотографий лучших художников и фотографов Урала. Создан студенческий поисковый отряд «Звезда» по восстановлению имен погибших воинов, педагогический отряд «Пульс», лучшие студенческие группы вуза ежегодно принимают участие в творческих и профессиональных мероприятиях в Париже, Москве, Петербурге Волгограде, Ясной Поляне; студенты проходят производственную практику в Артеке и во Всероссийском детском центре «Орленок». В. Я. Рушанин — инициатор установления творческих связей с родственными вузами России, Белоруссии, Таджикистана, Узбекистана, Казахстана, Египта, Польши, Болгарии, Германии.
При его непосредственном участии были установлены многие традиции в вузе: награждения премией им. первого ректора ЧГИК П. В. Сапронова лучших выпускников, премией «Успех. Надежда. Легенда института»; введение звания «Почетный профессор»; организация фото и художественных выставок; создание галереи профессоров института; издание книг, посвященных истории вуза; введение именных стипендий для лучших студентов; выезды студентов для участия в международных конкурсах; разработка программ развития института; открытие медпункта; детской школы искусств (2015 г.) и др. В 2018 году в рамках празднования 50-летия вуза по инициативе Рушанина В. Я. были открыты памятные камни у второго корпуса института и на территории студенческого городка, посвященные Золотому юбилею вуза, прошли концерты-презентации ЧГИК «50 лет Устремленные в будущее» (Златоуст, Костанай (Казахстан)), открыто монументальное панно в фойе третьего корпуса (автор К. В. Фокин), издана книга «Челябинский государственный институт культуры. 50 лет. Страницы истории» (автор Толстиков В. С., 2018), проведены авторские концерты преподавателей вуза Адика Абдурахманова, Виктора Лебедева, Рулана Хабибулина, проведена реэкспозиция Исторической части Музейного комплекса ЧГИК и т. д.
В. Я. Рушанин уделяет большое внимание вопросам повышения уровня подготовки педагогических кадров, развитию аспирантуры, работе диссертационных советов, профориентационной работе. Ежегодно в вузе проводятся крупные конференции. Среди них Славянский научный собор, научно-творческий форум «Молодежь в науке и культуре XX века», Международные Лазаревские чтения «Лики традиционной культуры в современном культурном пространстве: память культуры и культура памяти», научно-практическая конференция профессорско-преподавательского состава института «Культура — искусство — образование», студенческая научная конференция «Культурные инициативы».
Большое внимание Рушаниным В. Я. уделяется развитию грантосоискательства. Большим достижением стала победа в 2018 г. в проектах Росмолодежи. ЧГИК стал первым вузом на Южном Урале по количеству выигранных средств — 10 780 000 рублей. Всего вузом было направленно на рассмотрение двенадцать проектов в различных номинациях, из них финансовую поддержку получили семь. В январе 2018 г. Грант Президента РФ в размере 4 млн руб. получил проект «Культура — как основа духовной консолидации: потенциал культурного наследия и образы будущего» (руководитель Зубанова Л. Б.). Кроме того, в рамках Федеральной целевой программы Министерства культуры РФ «Культура России — 2012—2018 годы» «Культура России — 2012—2018 годы» выделены средства в размере 650 тыс. руб. на проведение научных конференций, концертов и обучения по программам повышения квалификации. В 2019 году проект доктора культурологии, заведующей кафедрой культурологии и социологии Марии Львовны Шуб «Культура памяти индустриальных городов российской провинции: мемориальные стратегии региональной идентичности» стал победителем конкурса грантов Президента Российской Федерации в рамках государственной поддержки молодых российских ученых — докторов наук.
Особое внимание ректор уделяет материальному оснащению и организации внутреннего пространства вуза. Проведен капитальный ремонт корпусов и общежитий, открыт учебно-тренировочный зал.
Под его руководством институт занимал 1-е место в областном конкурсе вузов по общежитиям (2005), по музеям (2010); 2-е место в областном конкурсе на лучшую библиотеку, лучший лагерь отдыха среди высших учебных заведений, трудоустройству студентов (2010), оздоровительной работе (2009). В 2010 году вуз был признан лучшим предприятием Советского района г. Челябинска. В 2015 году сайт института победил во всероссийском конкурсе «Лучший сайт в сфере культуры и искусства — 2015» в номинации «Лучший сайт среднего специального и высшего учебного заведения», организованном Международной академией музыкальных инноваций при участии Национального фонда поддержки правообладателей. В связи с успешным выступлением студентов Челябинского государственного института культуры в Открытых международных студенческих Интернет-олимпиадах 2017—2018 учебного года Оргкомитет Интернет-олимпиад принял решение о присуждении ЧГИК почетного звания «Победитель Открытых международных студенческих Интернет-олимпиад 2018 года». В 2018 году в связи с 50-летием коллектив Челябинского государственного институту культуры был награжден Благодарностью Президента РФ В. В. Путина за заслуги в развитии отечественной культуры.

## Общественная деятельность
- член Экспертного совета по вопросам государственной регламентации образовательной деятельности при Комитете Государственной Думы по образованию и науке
- член коллегии Министерства культуры Челябинской области
- член общественного совета при Министерстве культуры Челябинской области
- председатель совета кураторов научного общества учащихся Челябинской области (1994—2002)
- действительный член (академик) Международной академии наук и высшей школы 1997;
- председатель общественного совета по делам национальностей Законодательного собрания Челябинской области;
- член Российского союза ректоров
- член Совета ректоров вузов Челябинской области
- главный редактор журнала «Вестник культуры и искусств»
- Член общественного совета по наградам в Челябинской области

## Основные работы
Автор более 200 научных публикаций. Среди них «Печатные и рукописные издания уральской учащейся молодежи в 1859—1917 гг.» (2011). В соавторстве с учениками им написаны «Из истории среднего образования на Урале 1861—1917 годы» (1994), «Внешкольное образование на Южном Урале (вторая половина XIX — начало XX в.)» (2011). Его монография «Иван Александрович Тихомиров: возвращение забытого имени» (2016) стала событием в научной жизни Уральского региона. Написанию этого научного труда автор посвятил 10 лет исследовательской работы о жизни И. А. Тихомирова — известного ученого и организатора народного образования на Урале. Для увековечения его памяти краеведы г. Троицк(Челябинской области) выступили с инициативой назвать одну из улиц города именем И. А. Тихомирова или присвоить его имя одной из школ.
В 2017 году книга получила Гран-при престижного регионального конкурса «Южноуральская книга — 2017». В том же году монографии было присуждено I место в номинации «Литературное краеведение и публицистика» Шестой открытой Международной Южно-Уральской литературной премии.
29 мая 2019 года в Челябинской областной универсальной научной библиотеке прошла презентация «Мария Васильевна Каменская. Школьная мама». Издание посвящено талантливому педагогу, математику и видному деятелю народного образования Марии Васильевне Каменской. Используя метод исторической реконструкции, на основе исторических исследований, свидетельств современников и прессы, архивных документов, автору удалось воссоздать полную биографию М. В. Каменской, вписав ее жизнь в широкую панораму российской истории, культуры и народного образования XIX—XX веков.
Список публикаций
- «Культура в действии»: социологический мониторинг эффективности культурной политики в регионе (на примере Челябинской области) / В. Я. Рушанин, Л. Б. Зубанова // Культурное наследие России. — 2015. — № 3 (10). — С. 46-52.
- Science and research in the universities of the RF Ministry of culture / V. Rushanin, A. Shtoler // Nauchnye i tekhnicheskie biblioteki-scientific and technical libraries. — 2017. — № 3. — P. 3-14.
- Внешкольное образование на Урале (вторая половина XIX — начало XX века): моногр. / В. Я. Рушанин, М. Р. Юсупов ; Челяб. гос. акад. культуры и искусств. — Челябинск, 2011. — 330 с.
- Горный инженер барон М. В. Котц и его деятельность на Южном Урале во второй половине XIX века // Золотые россыпи былого : сб. материалов XIII краевед. конф. «Золотые россыпи былого» им. Н. А. Косикова (Златоуст, 29 нояб. 2019 г.) / Златоуст. гор. краевед. музей; сост. А. Н. Малахова. — Златоуст, 2019. — С. 91-94.
- Гражданская позиция студентов вузов культуры и искусств (на примере студентов Челябинской государственной академии культуры и искусств) // Фундаментальные и прикладные исследования рекреационно-досуговой сферы в контексте евроинтеграционных процессов : материалы междунар. науч.-практ. конф, (Киев, 10-13 мая 2008 г.) / Киев. нац. ун-т культуры и искусств. — Киев, 2008. — С. 307—311.
- Журналы и газеты учебных заведений Урала (вторая половина XIX — начало XX веков) // Вестн. Юж.-Урал. гос. ун-та. Сер. Соц.-гуманит. науки. — 2012. — № 10 (269). — С. 50-54.
- Золотой юбилей: к 50-летию Челябинского государственного института культуры / В. Я. Рушанин // Вестник культуры и искусств. — 2018. — № 3 (55). — С. 9-24.
- Иван Александрович Тихомиров : возвращение забытого имени. — Челябинск : Издательство Игоря Розина, 2016. — 432 с. — (Культурные ландшафты Урала/Перекрестки судеб; вып.4).
- Мария Васильевна Каменская. Школьная мама / В. Я. Рушанин, Челяб. гос. ин-т культуры. — Челябинск : ЧГИК, 2019. — 283 с. : фот. ; П. л. 16,4. — 500 экз. — ISBN 978-5-94839-702-3.
- Международная деятельность Челябинского государственного института культуры / В. Я. Рушанин // Материалы Второго Международного профессионального форума «Книга. Культура. Образование. Инновации» («Крым-2016») (Судак, Республика Крым, Россия, 4-12 июня 2016 г.) : [в рамках форума]: Двадцать третья Междунар. конф. «Б-ки и информ. ресурсы в соврем. мире науки, культуры, образования и бизнеса», Вторая Музейн. ассамблея, Десятый Междунар. симп. «Вузы культуры и искусств в мировом образоват. пространстве», Отраслевая конф. «Книгоизд., книгораспростр. и б-ки: проблемы, решения, перспективы», Первая генер. конф. Нац. библ. ассоц. «Б-ки будущего». — Электрон. текстовые дан. — М. : ГПНТБ России : Ассоц. ЭБНИТ, 2016. — 1 электрон. опт. диск (CD-ROM). — Загл. с контейнера.
- Нелегальные библиотеки уральской учащейся молодежи: (60-80-е гг. XIX в.) // Вестн. Челяб. гос. акад. культуры и искусств. — 2012. — № 1 (29). — С. 7-11.
- Николай Кузьмич Лисовский (1914—1987): портрет историка на фоне времени / В. Я. Рушанин, Т. А. Андреева // Историк в меняющемся пространстве российской культуры : сб. ст. / Челяб. гос. ун-т. — Челябинск, 2006. — С. 431—439.
- Общество непрерывного образования: утопия или реальность? // Образование через всю жизнь. — Санкт-Петербург, 2014. — Ч. I. — С. 46-50.
- Партитура биографии уральского ученого // Вопросы культурологии. — 2012. — № 9 (сентябрь). — С. 4-6.
- Перспективы развития высшего библиотечного образования / В. Я. Рушанин // Nauchnye i tekhnicheskie biblioteki-scientific and technical libraries. — 2018. — № 1. — P. 32-42.
- Приращение эмпирической базы истории библиографии / В. Я. Рушанин, Ю. В. Гушул // Библиография и книговедение. — 2019. — № 5. — С. 100—104.
- Профессиональное образование в сфере книжного дела: опыт Челябинского государственного института культуры / В. Я. Рушанин // Библиография. — 2017. — № 3 (410). — С. 5-12.
- Россия и Узбекистан: грани развития культурно-образовательного сотрудничества / В. Я. Рушанин // Вестник культуры и искусств. — 2019. — № 1 (57). — С. 173—177.
- Свидание с молодостью, или Академия в воспоминаниях / сост. В. Я. Рушанин; Челяб. гос. акад. культуры и искусств. — Челябинск, 2008.- 167 с.: ил.
- Созвездие творческих судеб: крат. биографии выпускников Челяб. гос. акад. культуры и искусств / В. Я. Рушанин, В. С. Толстиков; под общ. ред М. В. Лукиной; дизайн В. А. Макарычевой ; Челяб. гос. акад. культуры и искусств. — Челябинск, 2007. — 303 с.: фот., ил.
- Уникальный экземпляр / В. Я. Рушанин // Книжная культура региона: исторический опыт и современная практика : материалы IV Всерос. (с междунар. участием) науч. конф. (Челябинск, 23-25 ноября 2016 г.) / ФГБОУ ВО «Челяб. гос. институт культуры»; ред. кол. : В. Я. Рушанин (предс.), Н. О. Александрова, М. В. Ермолаева и др. — Челябинск, 2016. — С. 64-66.
- Фонд редких книг Челябинской государственной академии культуры и искусств: формирование, хранение, использование // Библиотека Академии наук: 300 лет служения науке: тез. докладов. — Санкт-Петербург, 2014. — С. 66-67.
- ЧГАКИ как интеллектуальный центр деятельности по разработке и реализации региональной культурной политики в направлении поддержки и развития чтения // Вузы культуры и искусств в едином образовательном пространстве : Новый «шелковый путь» к культуре без границ : сб. ст. междунар. симпозума, (Республика Корея, Ёнгволь, 20-21 мая 2009 г.). — Москва ; Ёнгволь, 2009. — С. 452—457.
- Челябинская государственная академия культуры и искусств. Страницы истории / редкол.: В. Я. Рушанин (предс.), А. П. Грай, Д. Б. Перчик и др. ; авт-сост.: В. С. Толстиков. — Челябинск: Юж.-Урал. кн., 2003. — 194 с., [8] л. цв. ил., фот., портр. — (К 35-летию академии).
- Челябинский экземпляр первого издания «Описания Сибирского царства и всех произошедших в нём дел…» Г. Ф. Миллера // Вивлиофика: История книги и изучение книжных памятников. / Рос. гос. б-ка, НИО редких кн. (Музей кн.); [редкол.: А. Ю. Самарин (отв. ред. и сост.) идр.]. — Москва : Пашков дом, 2011. — Вып. 2. — С. 187—195.

## Награды и премии
- Почетный профессор Государственного института искусств и культуры Узбекистана (Ташкент, 26.11. 2018)
- Знак отличия «За заслуги перед Челябинской областью» (31 мая 2018) — за заслуги в науке, культуре, искусстве, воспитании и образовании молодого поколения, за деятельность, способствующую процветанию Челябинской области
- I место в номинации «Литературное краеведение и публицистика» Шестой открытой Международной Южно-Уральской литературной премии за монографию «Иван Александрович Тихомиров: Возвращение забытого имени» (2017 г.)
- Благодарность Министерства культуры Российской Федерации от 06.06.2017 № 21ВН.
- Почетный профессор ЧГИК (Решение Ученого совета ЧГИК от 24 сентября 2012 № 1)
- Почетная грамота Министерства культуры Российской Федерации)Приказ Министерства культуры Российской Федерации от 05.05.2012 г. № 633-вн);
- Благодарственное письмо Управления культуры Администрации г. Челябинска)Приказ Управления культуры Администрации г. Челябинска от 08.09.2010 г. № 103-к);
- Орден Дружбы (Указ Президента Российской Федерации от 22.06.2009 г.);
- Почетная грамота Законодательного собрания Челябинской области (Решение президиума Законодательного собрания Челябинской области от 29.09.2008 г. № 2418-пр);
- Орден имени А. С. Макаренко от 26.04.2008 г. № 090;
- Почетная грамота Администрации Советского района г. Челябинска (Распоряжение Главы Администрации Советского района г. Челябинск от 25.09.2007 г. № 262);
- Почетная грамота Губернатора Челябинской области (Распоряжение Губернатора Челябинской области от 12.07.2007 г. № 1231-р);
- Почетная грамота Законодательного собрания Челябинской области (Решение президиума Законодательного собрания Челябинской области от 27.06.2007 г. № 1240-пр);
- Диплом Администрации Советского района г. Челябинска «Человек года — 2004» 2005 г.;
- Почетная грамота Челябинской городской Думы (Решение президиума Челябинской городской Думы от 18.10.2005 г. № П7/1;
- Лауреат премии Законодательного собрания Челябинской области (Решение президиума Законодательного собрания Челябинской области от 27.10.2004 г. № 377/1-пр);
- Благодарственное письмо Законодательного собрания Челябинской области (Решение президиума Законодательного собрания Челябинской области от 14.10.2003 г. № 216/1-пр);
- Заслуженный работник высшей школы Российской Федерации (Указ Президента Российской Федерации о 04.12.1998 г.);
- Отличник народного просвещения (Решение Министерства образования Российской Федерации от 25.09.1996 г. № 2490.